# Ramón Climent (Fußballspieler, 1929)
Ramón Juan Climent Morales (* 7. September 1929 in Santiago; † 4. Dezember 2003) war chilenischer Fußballspieler und -trainer. Der Mittelfeldspieler absolvierte zwei Länderspiele für die Nationalmannschaft Chiles.

## Karriere

### Verein
Ramón Climent begann seine Profikarriere 1949 beim Badminton FC, das nur ein Jahr später mit dem CD Ferroviarios zu Ferrobadminton fusionierte. 1956 ging der Mittelfeldspieler zu den Rangers de Talca und kehrte 1958 in seine Geburtsstadt zum CD Palestino zurück. Nach zwei Jahren bei den Árabes zog es Climent in die Región del Biobío. Dort spielte er noch im Campeonato Regional de Fútbol für die Auswahlmannschaft von Schwager und Lota, die kurze Zeit später zu Lota Schwager fusionierten.

### Nationalmannschaft
Ramón Climent wurde von Nationaltrainer Luis Tirado in den Kader Chiles zur Panamerikameisterschaft 1956 in Mexiko berufen. Dort debütierte der Mittelfeldspieler beim 2:2-Unentschieden gegen Peru. Zudem stand er bei der 1:2-Niederlage gegen Mexiko in der Startelf, allerdings kam Chile nach einem Unentschieden und vier Niederlagen nicht über den letzten Platz hinaus. Für Climent waren die Spiele bei der Panamerikameisterschaft die einzigen Länderspiele.

### Trainer
Nach der aktiven Zeit als Fußballspieler wurde Ramón Climent Trainer bei verschiedenen Klubs in Chile. Der frühere Nationalspieler trainierte dabei seine ehemaligen Klubs Rangers de Talca und Lota Schwager. Die größten Erfolge waren die Aufstiege mit Everton 1974 und Coquimbo Unido 1977.

## Erfolge
Everton
- Meister der Segunda División: 1974

Coquimbo Unido
- Meister der Segunda División: 1977

## Sonstiges
Sein Sohn Ramón Climent Labra ist ebenfalls ehemaliger Fußballprofi und -trainer.